# Gerhard Koeppel
Gerhard M. Koeppel (* 30. Oktober 1936 in Nürnberg; † 20. Dezember 2012 in Erlangen) war ein deutscher Klassischer Archäologe.
Gerhard Koeppel war der Sohn eines Apothekers. Die ersten neun Jahre verbrachte er in Marktredwitz. Seine Familie siedelte nach dem Krieg in die USA über. In Cincinnati besuchte er die Volksschule und die High School. 1954 ließ sich die Familie in Lindau nieder. Dreieinhalb Jahre besuchte er die École Nouvelle de la Suisse Romande in Lausanne. 1958 folgte in Fribourg das examen fédéral de maturité. Im März 1959 bestand er die Ergänzungsprüfung am Uhland-Gymnasium in Tübingen. Dies ermöglichte ihm das Studium an einer deutschen Universität. Zwei Semester war Koeppel Gasthörer in Tübingen. Danach studierte er bis 1962 in Tübingen und ab 1962 in Köln. Im Wintersemester 1966/67 wurde er bei Heinz Kähler mit der Arbeit Profectio und Adventus promoviert. Seit 1968 lehrte er am Classics Department der University of North Carolina at Chapel Hill. Von 1970 bis zu seiner Emeritierung 2012 lehrte er dort als Professor. Zwischenzeitlich lehrte er auch immer wieder einige Zeit in Rom als Professor am Intercollegiate Center for Classical Studies (1980, 1989, 1998). In den Jahren von 1986 bis 1988 war er Direktor der Summer School der American Academy in Rome.
Seit seiner Dissertation spezialisierte sich Koeppel auf die römische Staatskunst. Er arbeitete an einem Corpus der römischen Staatsreliefs, die in der Forschung auch unter dem Begriff Historische Reliefs bekannt sind. Seine Forschungen wurden in neun Teilen unter dem Titel Die historischen Reliefs der römischen Kaiserzeit in den Bonner Jahrbüchern Bd. 183 (1983) bis Bd. 192 (1992) veröffentlicht. Koeppel war Mitglied des Archaeological Institute of America und korrespondierendes Mitglied des Deutschen Archäologischen Instituts.

## Schriften (Auswahl)
- Profectio und Adventus. In: Bonner Jahrbücher Bd. 169, 1969, S. 131–194 (= Dissertation, Digitalisat).
- Die historischen Reliefs der römischen Kaiserzeit. In: Bonner Jahrbücher Bd. 183, 1983 bis Bd. 192, 1992
  - I: Stadtrömische Denkmäler unbekannter Bauzugehörigkeit aus augusteischer und julisch-claudischer Zeit. 183, 1983, S. 61–144 (Digitalisat).
  - II: Stadtrömische Denkmäler unbekannter Bauzugehörigkeit aus flavischer Zeit.  184, 1984, S. 1–65 (Digitalisat).
  - III: Stadtrömische Denkmäler unbekannter Bauzugehörigkeit aus trajanischer Zeit. 185, 1985, S. 143–213 (Digitalisat).
  - IV: Stadtrömische Denkmäler unbekannter Bauzugehörigkeit aus hadrianischer bis konstantinischer Zeit. 186, 1986, S. 1–90 (Digitalisat).
  - V. Ara Pacis Augustae, Teil 1. 187, 1987, S. 101–157.
  - V. Ara Pacis Augustae, Teil 2. 188, 1988, S. 97–106 (Digitalisat).
  - VI: Reliefs von bekannten Bauten der augusteischen bis antoninischen Zeit. 189, 1989, S. 17–71 (Digitalisat).
  - VII: Der Bogen des Septimius Severus, die Decennalienbasis und der Konstantinsbogen. 190, 1990, S. 1–64 (Digitalisat).
  - VIII. Der Fries der Trajanssäule in Rom, Teil 1: Der Erste Dakische Krieg, Szenen I-LXXVIII. 191, 1991, S. 135–198 (Digitalisat).
  - IX. Der Fries der Trajanssäule in Rom, Teil 2: Der Zweite Dakische Krieg, Szenen LXXIX-CLV. 192, 1992, S. 61–122 (Digitalisat).
- mit Ernst Künzl: Souvenirs und Devotionalien. Zeugnisse des geschäftlichen, religiösen und kulturellen Tourismus im antiken Römerreich (Zaberns Bildbände zur Archäologie). Zabern, Mainz 2002, ISBN 3-8053-2848-6.